# Capannoni di Parma
I Capannoni di Parma sono delle abitazioni popolari costruite a Parma tra il 1929 e il 1934 per accogliere parte degli sfrattati in seguito all'abbattimento di diversi isolati del quartiere Oltretorrente, storico quartiere popolare della città, così chiamati per la tipica forma a capanna dei fabbricati. Il termine capannone, nel gergo locale, è diventato un termine spregiativo ad indicare una persona rozza e volgare, a partire dallo stigma sugli abitanti di queste costruzioni.

## La costruzione
Quando il fascismo arriva al potere nel 1922, la città di Parma si presenta divisa nettamente in due sotto il profilo urbanistico dal torrente Parma. Sulla sponda destra abbiamo la città storica, detta Parma Nuova, sede delle principali funzioni politiche, religiose ed economiche, sulla sponda sinistra nasce in epoca medievale Capo di Ponte che prenderà poi il nome di Oltretorrente. Questa divisione socio-spaziale è evidente già in epoca rinascimentale: il fiume è un confine che separa la città borghese da quella popolare.
In epoca fascista la città è oggetto di speciali attenzioni da parte delle autorità sotto il profilo dell'ordine pubblico, dopo che nell'agosto del 1922 l'Oltretorrente resistette in armi a migliaia di camicie nere inviate per far cessare lo sciopero legalitario dell'agosto del 1922. Già dal 1894 l'amministrazione guidata da Giovanni Mariotti, vede la necessità di un rinnovamento urbanistico del quartiere caratterizzato in diverse sue parti da condizioni di miseria grave, ma le esigenze urbanistiche sono rese urgenti dalle esigenze politiche del fascismo, che intende trovare una normalizzazione sociale dei borghi.
E' dopo la nomina di Mario Mantovani alla carica di Podestà, che il processo per gli abbattimenti del quartiere conosce un'accelerazione. Nel 1927 Mantovani invia il progetto a Mussolini, che ritene il tema del risanamento del quartiere di interesse nazionale, e ottiene l'autorizzazione dopo due mesi.
Si tratta di un piano che prevede un cospicuo finanziamento statale per gli abbattimenti, le ricostruzioni e l'infrastrutturazione urbana che seguono interventi urbanistici significativi nel quartiere, come l'erezione del monumento a Filippo Corridoni e l'allargamento del ponte di mezzo, ribattezzato ponte Dux, con l'abbattimento del vecchio ponte a schiena d'asino.
Gli abitanti dei lotti abbattuti, quando impossibilitati ad affidarsi al mercato immobiliare, sono dislocati in abitazioni popolari poste fuori dalla città e pensate inizialmente come temporanee. Fin da subito questi edifici furono chiamati capannoni, per la loro forma a capanna.
Secondo il censimento del 1936 abitavano nei capannoni circa tremila persone sfollate dagli sventramenti, distribuiti in 8 siti fuori dal tessuto urbano (Cornocchio, Via Verona, Via Venezia, Via Toscana, Castelletto, Navetta) costruiti tra il 1929 e il 1934. Ogni nucleo era costituito da abitazioni a uno o due vani poste al pian terreno o su due piani, in caseggiati con tetto spiovente, con servizi igienici in comune.
I caseggiati erano fabbricati a un piano con ampi tetti a spiovente, larghi una decina di metri e lunghi una cinquantina. Ospitavano fino a 23 unità abitative di una singola stanza di 20-25 metri quadrati di superficie. Il bagno e l'acqua erano in comune e mancava la luce elettrica. Le abitazioni erano studiate per essere poco confortevoli in modo da essere abbandonate presto, ma furono demolite soltanto negli anni '60 del Novecento, dopo 30 anni.

## I risvolti sociali
La "Bonifica dell'Oltretorrente", come la definì Luigi Passerini dalle colonne della Gazzetta di Parma, fu un intervento non solo di ricostruzione di una parte della città che versava in condizioni disperate, ma anche, e dichiaratamente, un'operazione politica importante per il regime, che vedeva nei borghi una sacca di resistenza. Scriverà Bindo Rusino sempre dalle colonne della Gazzetta di Parma:
L'operazione da un punto di vista urbanistico tendeva ad espellere dalla città consolidata una porzione di popolazione indesiderata per motivi sociali e politici, creando delle vere e proprie periferie in cui i cittadini furono ghettizzati. Mentre si invocava la fine del dualismo tra l'Oltretorrente e la città storica in nome di una mescolanza tra le classi sociali, si creavano dei ghetti ai margini della città, con abitazioni in caseggiati squallidi.
L'intento del controllo sociale è evidente sia nelle percentuali di abitanti sorvegliati dal regime fascista, sensibilmente più elevate nei capannoni che nel resto della città, sia dall'organizzazione dei caseggiati, circondati da recinti, con un unico ingresso sorvegliato da un custode, con l'obbligo di collaborazione al controllo politico degli abitanti.

## L'abbattimento nel secondo dopoguerra
Il dopoguerra a Parma vede ancora aperto il problema dei capannoni, aree sempre più degradate in cui si affollavano in condizioni precarie migliaia di persone. I bombardamenti alleati avevano colpito pesantemente i caseggiati, a causa della loro vicinanza alle linee ferroviarie.. Le giunte social-comuniste che si susseguirono per decenni, iniziarono l'opera di abbattimento e di ricollocamento degli abitanti in case popolari soltanto nel 1957. La demolizione terminò nel 1970, con l'abbattimento dei capannoni del Castelletto.

## I capannoni nel linguaggio popolare
Nel gergo parmigiano "capannone" sta ad indicare sia la costruzione che l'abitante. È soprattutto nel significato di abitante che il termine sopravvive nel linguaggio parlato, ad indicare una persona rozza, rumorosa, triviale, violenta. Tra chi abitava nei Capannoni e i loro discendenti il termine perde i connotati dispregiativi diventando segno di appartenenza ad una comunità, come dimostra l'interesse per i recenti studi che hanno visto una partecipazione straordinaria per un appuntamento di storia locale.